# James Paton
James Paton (* 1869 in Glasgow, Schottland; † vermutlich 1917 in der Tasmansee) war ein britischer Seemann, der zwischen 1902 und 1917 an vier Expeditionen in die Antarktis beteiligt war. Er gilt als erster Mensch, der die Beaufort-Insel im Rossmeer betreten hat.

## Leben
Seine ersten antarktischen Erfahrungen machte Paton als Able Seaman an Bord der Morning unter Kapitän William Colbeck (1871–1930) bei der Versorgungsfahrt zur Ross-Insel für die Discovery-Expedition (1901–1904) unter Robert Falcon Scott. Als das Schiff im Frühjahr 1903 an der Packeisgrenze vor der Beaufort-Insel lag, verließ er unerlaubt das Schiff, überquerte die Meereisfläche und betrat die Insel. Für diese Insubordination musste Paton eine bei der Royal Navy noch übliche Züchtigung über sich ergehen lassen. Ungeachtet dessen gehörte er 1904 erneut zur Besatzung der Morning und half dabei, die vor der Ross-Insel im Eis eingeschlossene Discovery zu befreien.
Nach dieser Reise lebte Paton mit seiner Familie im neuseeländischen Lyttelton, wo er am 28. November 1907 auf der Nimrod anheuerte, dem Schiff der Nimrod-Expedition (1907–1909) unter Ernest Shackleton. Bei dieser Forschungsreise war er an allen folgenden Fahrten beteiligt, einschließlich der abschließenden Suchfahrt unter John King Davis nach in den Karten der Admiralität als zweifelhaft vermerkten subantarktischen Inseln und Inselgruppen, die sich dabei allesamt als Phantominseln herausstellten. Am 31. August 1909 musterte er im Londoner Stadtteil Poplar von der Nimrod ab.
Paton gehörte auch als Vollmatrose zur Besatzung der Terra Nova bei Scotts Terra-Nova-Expedition (1910–1913), als Bootsmann zur Crew der Aurora bei der Australasiatischen Antarktisexpedition (1911–1914) unter Douglas Mawson und in selber Funktion auf der Aurora zur Rettung der Ross Sea Party von Shackletons Endurance-Expedition (1914–1917). Im Juni 1917 war er an Bord der Aurora, als das Schiff vom australischen Newcastle auf dem Weg nach Iquique verschollen ging.
James Paton ist Namensgeber für den Paton Peak auf der Beaufort-Insel. Zudem wurde er mit der silbernen und bronzenen Polar Medal ausgezeichnet.